# Adrian Lester

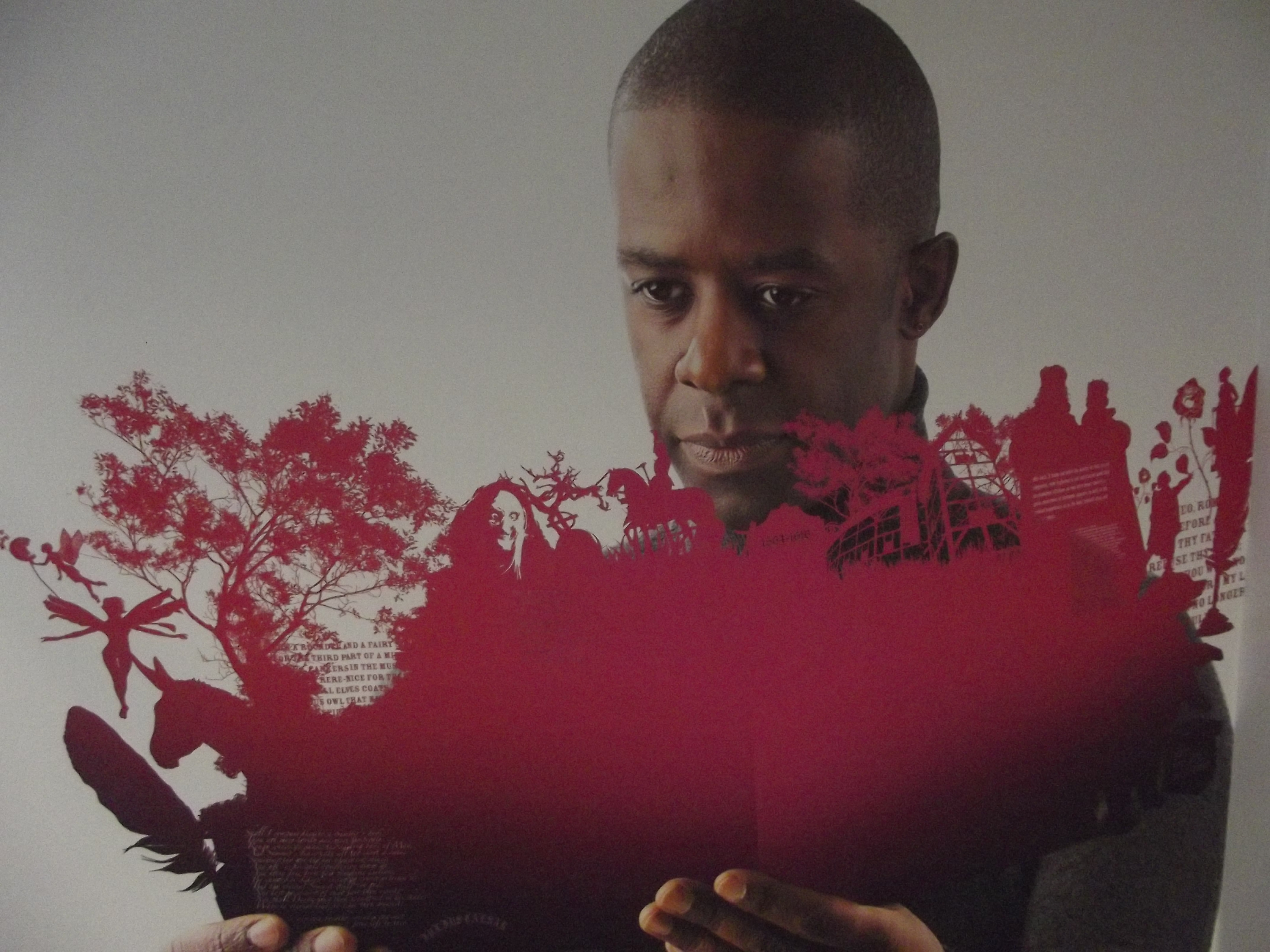
Adrian Lester, 2013

Adrian Anthony Lester, CBE (* 14. August 1968 in Birmingham) ist ein britischer Fernseh- und Theaterschauspieler, der vor allem durch seine Shakespeare-Darstellungen sowie die BBC-Serie Hustle – Unehrlich währt am längsten bekannt ist.

## Biographie

### Privatleben
Lester wurde als Sohn der jamaikanischen Einwanderer Monica, einer Arzthelferin, und Reginald, dem Direktor einer Reinigungsfirma in Birmingham geboren. Beim Birmingham Youth Theatre sammelte er erste Schauspielerfahrung und besuchte anschließend das Joseph Chamberlain VI Form College sowie die Royal Academy of Dramatic Art in London. Lester lebt mit seiner Ehefrau, der Schauspielerin Lolita Chakrabarti, und seinen zwei Töchtern in Südost-London.

### Karriere
Auf der Bühne spielte Lester im Musical Company sowie die Titelrolle in Hamlet, wofür er mit einem Olivier Award beziehungsweise dem Carlton TV Theatre Award ausgezeichnet wurde, sowie 1991 als Rosalind in Wie es euch gefällt, wofür er den Time Out Award gewann. 2003 übernahm Lester die Rolle Heinrich V. im gleichnamigen Shakespeare-Drama am Royal National Theatre. Im Londoner Novello Theatre sah man Lester 2010 neben James Earl Jones und Phylicia Rashad in Tennessee Williams’ „Cat on a hot tin roof“. Für seine Darstellung in „Red Velvet“ (Tricycle Theatre London) erhielt er den London Critics’ Circle Theatre Award 2012. Im Frühjahr 2013 übernahm er im National Theatre zu London die Titelrolle in „Othello“, wo er neben Rory Kinnear agiert.
Neben seiner Arbeit als Bühnenschauspieler übernahm Lester auch immer wieder kleinere Filmrollen, wie beispielsweise 1998 im Drama Mit aller Macht an der Seite von John Travolta, was eine Nominierung als „vielversprechendster Schauspieler“ bei den Chicago Film Critics Association Awards mit sich führte, oder 2002 in der Komödie Maybe Baby mit Hugh Laurie und Joely Richardson. Im selben Jahr übernahm Lester die Rolle des Dumaine in Kenneth Branaghs Shakespeare-Verfilmung Verlorene Liebesmüh’. Obwohl der Film selbst eher wenig Beachtung fand, wurde Lester für seine Darstellung mit dem British Independent Film Award ausgezeichnet. Im Hollywood-Film The Day After Tomorrow trat Lester zudem in einer Nebenrolle auf, als er zusammen mit zwei weiteren Forschern mit einem „zwölf Jahre alten Scotch“ anstößt, bevor alle drei erfrieren. Zudem trat Lester von 2002 bis 2003 als Ellis in der Sitcom Girlfriends auf. Dort spielte er einen Filmstar, der sich mit Tracee Ellis Ross Charakter Joan verabredet.
Seine bekannteste Fernsehrolle ist die des Trickbetrügers Mickey Bricks in der BBC-Serie Hustle, in welcher er zunächst von 2004 bis 2006 mitwirkte. Nach der dritten Staffel erklärte Lester seinen Ausstieg und wurde durch Ashley Walters ersetzt, ehe er zur fünften Staffel wieder ins Team von Hustle zurückkehrte. Im Jahr 2005 hatte Lester eine größere Gastrolle in der Channel 4-Krimiserie The Ghost Squad. Außerdem nahm er 2007 einige Szenen für den Film Spider-Man 3 auf, welche jedoch, obwohl noch im Teaser zu sehen, aus dem fertigen Film herausgeschnitten wurden. Im selben Jahr handelte eine Folge der Kinderserie Empire's Children auf Channel 4 von einer Reise seines Großvaters Kenneth Nathaniel Lester ins Vereinigte Königreich. Adrian Lester übernahm dabei selbst die Hauptrolle. Lesters Großvater war während der Dreharbeiten auf Jamaika jedoch bereits gesundheitlich angeschlagen, weshalb er nicht für die Serie interviewt werden konnte, und starb schließlich einige Tage nach Beendigung der Filmaufnahmen.
2008 übernahm Lester außerdem eine Hauptrolle in Bonekickers, einer BBC-Serie um ein Archäologenteam, die allerdings bereits nach einer Staffel wieder eingestellt wurde.
2018 wurde er in die Academy of Motion Picture Arts and Sciences berufen, die jährlich die Oscars vergibt.

## Filmografie (Auswahl)
- 1992: Bei Berührung Lebensgefahr (Touch and Die, Fernsehfilm)
- 1995: The Affair (Fernsehfilm)
- 1996: Company (Fernsehfilm)
- 1997: Les Soeurs Soleil
- 1997: Up On the Roof
- 1997: Silent Witness (Fernsehserie, 2 Folgen)
- 1998: Mit aller Macht (Primary Colours)
- 1999: Storm Damage (Fernsehfilm)
- 2000: Verlorene Liebesmüh’ (Love's Labour's Lost)
- 2000: Best
- 2000: Jason und der Kampf um das Goldene Vlies (Jason and the Argonauts, Miniserie)
- 2000: Maybe Baby
- 2000: Born Romantic
- 2001: Dust
- 2002: Bis zum letzten Vorhang (The Final Curtain)
- 2002: Hamlet (The Tragedy of Hamlet)
- 2002–2003: Girlfriends (Fernsehserie, neun Folgen)
- 2004: The Day After Tomorrow
- 2004–2006, 2009–2012: Hustle – Unehrlich währt am längsten (Hustle, Fernsehserie, 42 Folgen)
- 2006: Beyond (Fernsehfilm)
- 2006: Wie es euch gefällt (As You Like It)
- 2006: Scenes of a Sexual Nature
- 2007: Starting Out in the Evening
- 2007: Ballet Shoes (Fernsehfilm)
- 2007: The Key
- 2008: Being Human (Fernsehserie, eine Folge)
- 2008: Doomsday – Tag der Rache (Doomsday)
- 2008: Bonekickers (Fernsehserie, sechs Folgen)
- 2009: Fall 39 (Case 39)
- 2009: Sleep With Me (Fernsehfilm)
- 2009: Merlin – Die neuen Abenteuer (Merlin, Fernsehserie, eine Folge)
- 2013: Jimi: All Is By My Side
- 2015: Grey Lady
- 2015: London Spy (Miniserie)
- 2017: Riviera (Fernsehserie, zehn Folgen)
- 2017: Euphoria
- 2018: Maria Stuart, Königin von Schottland (2018)
- 2020: Life (Miniserie)
- 2021: Romeo & Juliet
- 2022: Trigger Point (Fernsehserie, eine Folge)
- 2024: Renegade Nell (Miniserie)
- 2025: Sandman (The Sandman, Fernsehserie)

## Auszeichnungen
Laurence Olivier Award
- 2016: Nominierung als Bester Schauspieler in Red Velvet[6]